# Andrés Chazarreta
Andrés Avelino Chazarreta (Santiago del Estero, 29 de mayo de 1876 - Santiago del Estero, 24 de abril de 1960) fue un músico e investigador argentino.
Fue el primer difusor de la música folklórica argentina, difundiéndola por todo el país desde 1911 con su compañía de arte nativo, culminando con la histórica representación en el Teatro Politeama de Buenos Aires el 16 de marzo de 1921. Fue quien recogió clásicos del folklore argentino como Zamba de Vargas, La Zamba Alegre, La 7 de Abril, La Criollita Santiagueña, La Doble entre muchas otras.
Es considerado el "Patriarca del Folklore Argentino" y una de las figuras más importante para la música popular argentina, aunque lamentablemente hoy en día no es muy conocida su historia.
En conmemoración de su natalicio, el Congreso de la Nación instituyó bajo la ley 26.665, el 29 de mayo como "Día Nacional del Folklorista" en conmemoración al natalicio de don Andrés Chazarreta

## Biografía
Después de educarse en escuelas provinciales, ingresó a la Normal. Allí se graduó de maestro en 1896. Ejerció la docencia durante 27 años ininterrumpidos. Fue profesor del Internado Muñoz, y director de las escuelas de San Francisco, La Merced y Círculo Católico de Obreros. Desde los 15 años, tocaba de oído diversos instrumentos musicales: guitarra, mandolín, violín, piano y bandurria. Cultivó esa condición en forma autodidacta, salvo las breves lecciones de solfeo que recibió allá por 1898, de Octavio Esteban.  
Desde 1901 se dedicó a la enseñanza de la guitarra y el mandolín, formando varias generaciones de folkloristas. En 1905, con la “Zamba de Vargas”, inició una tarea de recopilación que continuó por más de cincuenta años. No sólo fue de los primeros en emprender una tarea de recopilación del cancionero popular, en tiempos en que una nación se estaba fundando y necesitaba sentar las bases que definirían su rumbo. Fue, además, el primero en crear y sostener su propia compañía de música y danza, llevando el género a la categoría de espectáculo y a ámbitos que hasta entonces le estaban vedados, como los teatros de las ciudades. Algo así como el primer empresario del folklore, dicho en términos más llanos que los de la ampulosa historiografía del género, esa que lo recuerda como “el patriarca del folklore”.
Formó hacia 1906 el Conjunto de Arte Nativo, compuesto por 30 personas, entre ejecutantes y bailarines. Con ellos recorrió primero el noroeste argentino, y luego debutó el 16 de marzo de 1921 en el Teatro Politeama de Buenos Aires, en una representación considerada histórica, porque señaló la primera difusión de carácter nacional de la música folclórica argentina. Entre las crónicas de la época aparece la imagen de una parte del público levantándose y abandonando el teatro espantado. Bajo el título “El coro de las selvas y las montañas”, sin embargo, Ricardo Rojas publicó en el diario La Nación una entusiasta crítica que ensalzaba la presentación como “un trozo de la vida del interior trasplantada a la ciudad cosmopolita”. Desde el canon de la época, se lo criticaba por mostrar hombres y mujeres descalzos en escena y hasta por mostrar ancianos. Esos mismos intentos ya habían sido resistidos en presentaciones previas, en teatros de Tucumán y en su Santiago del Estero natal, donde en 1911 le había sido negado el Teatro 25 de Mayo contestando a su pedido que estaba destinado “únicamente a compañías de primer orden”. Hasta entonces, el orden de la música folklórica, que no era el primero, sólo podía ser mostrado como espectáculo en contextos como el del circo. Ricardo Rojas, junto a otros intelectuales de su generación, opinaba que la promoción del folklore servía para una floreciente argentinidad, rescatando los valores del gaucho y de las “artes olvidadas”, en el mismo proceso en que se combatía una extranjería cuya llegada al país, al fin y al cabo, no había arrojado los resultados esperados. 
Chazarreta llegó a registrar 395 piezas musicales en Sadaic, entre obras de su autoría y recopilaciones. Una de las más famosa, por lo difundida y por el litigio judicial que no se resolvió hasta después de su muerte, fue sin dudas la zamba “La López Pereira”. Chazarreta la recopiló como zamba salteña, y la publicó en 1921, en su segundo álbum musical para piano, cuando aún no había sido creado Sadaic y, por lo tanto, no existían los derechos de autor. Años más tarde, herederos del salteño Artidorio Cresseri iniciaron un juicio que falló a favor de Cresseri. De todas maneras, el gran mérito del santiagueño fue el de cerrar el círculo como investigador: recopiló los temas populares, es decir, de autor anónimo, procesó ese trabajo, hizo puestas en escena y lo transmitió con un método, lo enseñó y difundió a través de su compañía o del Instituto de Folklore que llevó su nombre y llegó a tener 72 sucursales en todo el país.

## Día del Folclorista Argentino
En conmemoración al natalicio del músico, compositor e investigador santiagueño don Andrés Chazarreta (1876-1960) considerado como el "Patriarca del Folclore", en el año 2011 se instituyó al día 29 de mayo como el "Día Nacional del Folclorista Argentino", mediante la ley nacional nro. 26.665 promovida por la senadora nacional Ana Corradi de Beltrán (FPV de Santiago del Estero)

## Obra

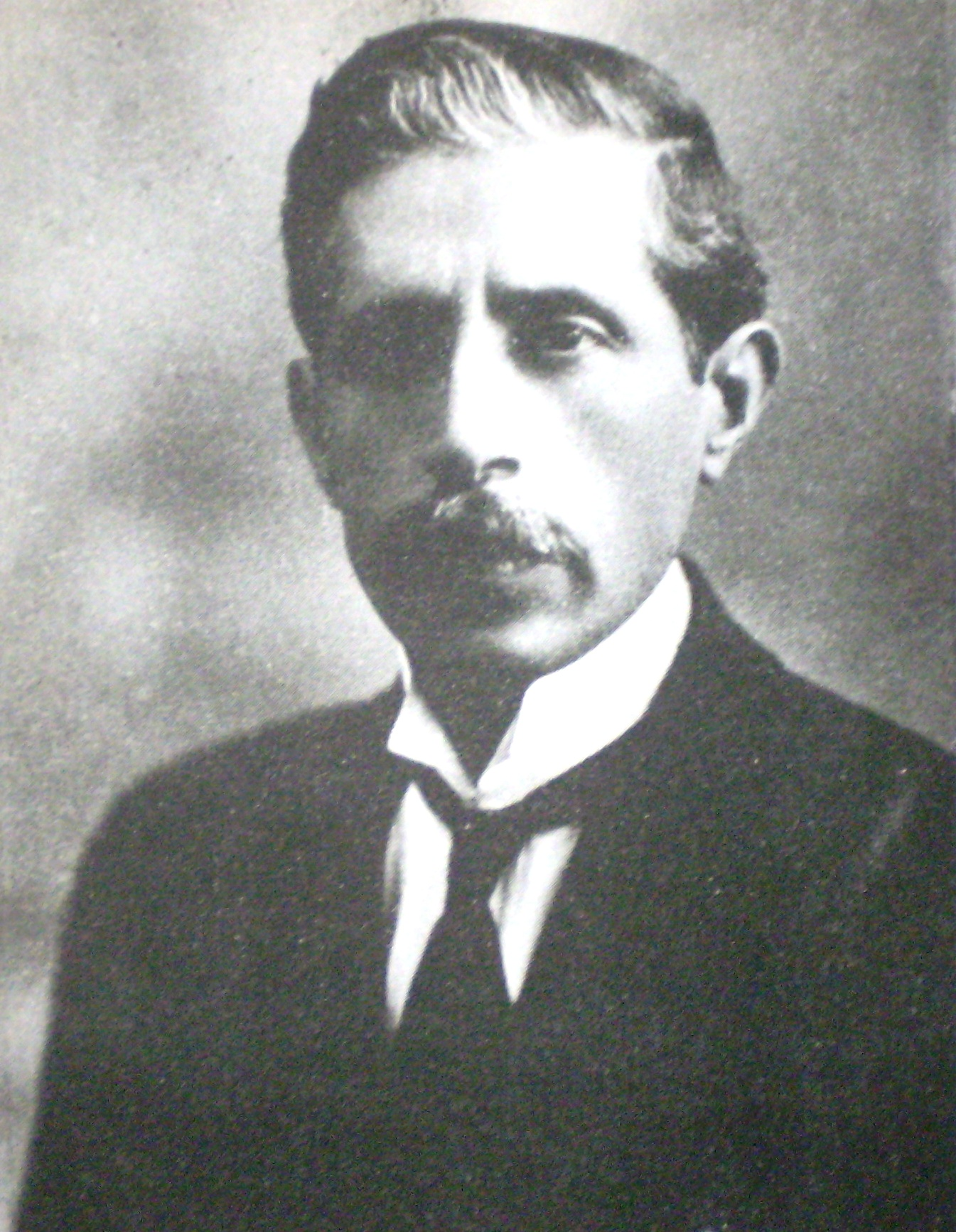
Andrés A. Chazarreta.

En 1905 comenzó a recopilar el folklore musical argentino, difundiendolo desde 1911 con su Compañía de Arte Nativo del Norte Argentino. 
A él se le deben la identificación de gran parte de los estilos musicales folclóricos de Argentina, entre ellos:
- El cuando
- El escondido
- El Minué Federal
- El llanto
- El marote
- El pala pala
- El palito
- El prado
- El triunfo
- La arunguita
- La condición
- La firmeza
- La lorencita
- La mariquita
- La media caña
- La refalosa
- La remesura
- Los aires
- El El Remedio
- El Salta Conejo
- La Media Caña
- El Malambo.

Chazarreta publicó once Álbumes musicales santiagueños y recopiló y compuso temas clásicos del folclore argentino como:
- Zamba de Vargas (recopilación)
- Siete de abril (recopilación)
- Criollita santiagueña
- Zamba alegre
- La boliviana
- El 180
- Mañana de mañanita
- Cuando nada te debía
- Chacarera del Itin
- Caspi Cuchara
- El tucumano
- La gorostiaguista
- Las aves que hicieron nido
- Me voy, me voy
- El minué federal
- Te’hei de querer
- La randera tucumana
- La Telesita
- El salta conejo (recopilación)
- Santiago del Estero
- Ciudad de Córdoba

Llegó a grabar innumerables discos en los sellos discográficos Electra, Odeón y Víctor, convirtiéndose desde 1929 hasta su fallecimiento en artista exclusivo de la RCA Víctor.

## Filmografía
Temas musicales
- El linyera (1933)

Temas musicales
- La casa del recuerdo (1939)

Temas musicales
- Malambo (1942)

Temas musicales
- Saludos Amigos (1942)

Temas musicales
- El loro de la soledad (1967)